# RE Engine
Chronologie des versions
MT Framework REX Engine (d)
RE Engine est un moteur de jeu développé par Capcom pour ses projets internes. Il est inauguré en 2017 avec Resident Evil 7: Biohazard. Il est par la suite utilisé par Devil May Cry 5, sorti en 2019, et par les remakes de Resident Evil 2 (2019) et de Resident Evil 3 (2020). Resident Evil Village ainsi que Monster Hunter Rise sortis en 2021, sont également développés avec le RE Engine,.

## Jeux utilisant le RE Engine
| Année | Jeu                                           | Plates-formes                                                  |
| ----- | --------------------------------------------- | -------------------------------------------------------------- |
| 2017  | Resident Evil 7: Biohazard                    | Nintendo Switch, PC, PS4, PS5, Stadia, Luna, XONE, Xbox Series |
| 2019  | Resident Evil 2 (remake)                      | PC, PS4, PS5, XONE, Xbox Series, Luna                          |
| 2019  | Devil May Cry 5                               | PC, PS4, PS5, Luna, XONE, Xbox Series                          |
| 2020  | Resident Evil 3 (remake)                      | PC, PS4, PS5, Luna, XONE, Xbox Series                          |
| 2020  | Resident Evil: Resistance                     | PC, PS4, XONE                                                  |
| 2021  | Resident Evil Village                         | PC, macOS, PS4, PS5, Stadia, XONE, Xbox Series, iOS, iPadOS    |
| 2021  | Monster Hunter Rise                           | Nintendo Switch, PC, PS4, PS5, Stadia, XONE, Xbox Series       |
| 2021  | Ghosts 'n Goblins Resurrection                | Nintendo Switch, PC, PS4, PS5, Stadia, XONE, Xbox Series       |
| 2021  | Capcom Arcade Stadium                         | Nintendo Switch, PC, PS4, XONE, Luna                           |
| 2022  | Resident Evil RE:Verse                        | PC, PS4, XONE                                                  |
| 2022  | Capcom Arcade 2nd Stadium                     | Nintendo Switch, PC, PS4, XONE                                 |
| 2023  | Resident Evil 4 (remake)                      | PC, macOS, PS5, PS4, Xbox Series, iOS, iPadOS                  |
| 2023  | Street Fighter 6                              | PC, PS4, PS5, Xbox Series, arcade                              |
| 2023  | Ghost Trick : Détective fantôme (remasterisé) | Nintendo Switch, PC, PS4, Xbox One, iOS, iPadOS, Android       |
| 2023  | Exoprimal                                     | PC, PS5, PS4, Xbox Series, Xbox One                            |
| 2024  | Apollo Justice: Ace Attorney Trilogy          | Nintendo Switch, PC, PS4, XONE                                 |
| 2024  | Dragon's Dogma 2                              | PC, PS5, Xbox Series                                           |
| 2024  | Kunitsu-Gami: Path of the Goddess             | PC, PS5, Xbox Series                                           |
| 2024  | Dead Rising Deluxe Remaster                   | PC, PS5, Xbox Series                                           |
| 2025  | Monster Hunter Wilds                          | PC, PS5, Xbox Series                                           |
| TBA   | Pragmata                                      | PC, PS5, Xbox Series                                           |